# Mobile Suit Gundam: Iron-Blooded Orphans
Mobile Suit Gundam: Iron-Blooded Orphans (機動戦士ガンダム 鉄血のオルフェンズ Kidō Senshi Gandamu Tekketsu no Orufenzu?), también conocido como G-Tekketsu (Gの鉄血?), es una serie de anime japonesa de género mecha, siendo la decimocuarta entrega de la franquicia Gundam de Sunrise. Fue dirigida por Tatsuyuki Nagai y escrita por Mari Okada, un equipo que ha colaborado anteriormente en Toradora! y AnoHana. La serie esta ambientada en un Marte futurista y terraformado, esta sigue las proezas de un grupo de soldados juveniles quiénes establecen su propia compañía de seguridad después de rebelarse contra los adultos quienes los traicionaron.
Estuvo al aire en Japón en MBS, y otras estaciones de JNN desde el 4 de octubre de 2015 hasta el 27 de marzo de 2016. Haciendo de esta la primera serie Gundam en ser transmitida en las tardes de los domingos desde Mobile Suit Gundam AGE. Una segunda temporada se estrenó el 2 de octubre del 2016.
Iron-Blooded Orphans trata varios problemas de la vida real como guerra, esclavitud, los soldados de niño, pobreza, corrupción y neocolonialismo. el eslogan de la serie es "El sustento de la vida está en el campo de batalla" (いのちの糧は、戦場にある。 Inochi no kate wa, senjō ni aru.?)

## Argumento
Año 323, más de 300 años luego de que una gran guerra entre la Tierra y las colonias exteriores conocida como ¨La Guerra de la Calamidad¨, Marte ha sido exitosamente terraformado y colonizado por los humanos. Sin embargo, incluso con los avances tecnológicos, los humanos en Marte ansían libertad del gobierno de la Tierra y buscan mejorar sus vidas. Además, aunque la mayoría de las naciones marcianas han recibido autonomía, el planeta es virtualmente dependiente de la tierra para el desarrollo económico, con muchos de sus habitantes viviendo en condiciones de pobreza.
Kudelia Aina Bernstein, una noble marciana, contrata a la compañía de seguridad del civil Chryse Guard Security (CGS) para transportarle a la Tierra para negociar la independencia de su nación, Chryse, de la Tierra. Pero la Organización Militar de la Tierra, Gjallarhorn, ataca CGS en un intento de parar el movimiento de independencia marciana. Durante el ataque, Orga Itsuka, el dirigente de la Tercera División del Ejército dentro de CGS, el cual está compuesto de niños, decide rebelarse contra el sus superiores adultos quienes habían huido y dejaron a los niños y adolescente soldados para luchar y morir como señuelos desechables. Cuando toda esperanza parece perdida, un huérfano joven bajo el mando de Orga llamado Mikazuki Augus entra en la batalla, pilotando un traje móvil apresuradamente reparado: el legendario Gundam Barbatos. Después de repeler el ataque de Gjallarhorn, Orga y el resto de la Tercera División del Ejército se deshacen de los adultos que los traicionaron y toman control de CGS, cambiando su nombre a la compañía de mercenarios "Tekkadan". En el primer trabajo de Tekkadan, aceptan escoltar a Kudelia a la Tierra para participar en las negociaciones con el gobierno de Arbrau, el superpoder que gobierna sobre Chryse. Aun así, los continuos intentos de Gjallarhorn para detener su progreso lleva a Tekkadan a unir fuerzas con Teiwaz, un conglomerado empresarial que opera alrededor Júpiter. Bajo la protección de Teiwaz y asistidos en secreto por McGillis Fareed, un miembro de los escalafones superiores de Gjallarhorn con sus propios planes, Tekkadan lleva exitosamente Kudelia a la Tierra, y la escolta sin incidentes a la capital de Arbrau donde logra negociar más libertad económica para Marte, mientras McGillis aprovecha su éxito para derrocar a su padre adoptivo propio y reforzar su posición en la organización.

## Desarrollo
La serie fue mostrada por primera vez por Sunrise a través de una página promocional para la serie, con una cuenta atrás para revelar el nuevo Mobile Suit el 15 de julio de 2015. Como solo era referido como G-Tekketsu, los detalles del nuevo Gundam principal fueron mostrados día por día hasta ser revelados en su totalidad en una rueda de prensa por Sunrise y Bandai. Luego del anuncio oficial de la serie, Sunrise hizo planes para una ola nueva de mercancía para la serie, incluyendo Gunplas y videojuegos. Un segundo vídeo Promocional fue entonces revelado, confirmando los actores de voz para el reparto principal de la serie. La primera temporada contó con 25 episodios. Durante los créditos del final del episodio 25, una segunda temporada fue confirmada.

### Producción
Para los episodios 24 y 25, la batalla en Edmonton en el ficticio estado de Arbrau contiene fondos basados en ubicaciones reales de la ciudad de Alberta, Canadá.

## Media

### Anime
Mobile Suit Gundam: Iron-Blooded Orphans se estrenó en Japón en MBS y TBS el domingo 4 de octubre del 2015 a las 5:00pm, reemplazando a La Leyenda Heroica de Arslan en su horario inicial. Es la primera serie Gundam en regresar al programa de tarde desde Mobile Suit Gundam AGE.Sunrise Anunció que la serie será transmitida por stream a todo el mundo a través de YouTube en el Gundam.Info Chaneel, Funimation Channel, Hulu, Crunchyroll, y Daisuki(en). El 9 de octubre del 2015, Sunrise anunció en su panel en la Cómic Con de Nueva York que el anime tendrá un doblaje al inglés hecho por Bang Zoom! Entertainment El 12 de mayó del 2016 Turner Broadcasting anunció que la serie empezaría a transmitirse en Adult Swim de Toonami a partir del 4 de junio del 2016.
Bandai Visual puso en circulación el primer volumen de la serie en ambos Blu-rayo y DVD el 24 de diciembre de 2015, conteniendo un código de serial para Mobile Suit Gundam: Extreme Vs. Force para obtener el Gundam Barbatos.
Luego de la conclusión del 25.º episodio de la primera temporada, se anunciado que una segunda temporada se estrenaría otoño del 2016.
El anime concluyó el 2 de abril del 2017 con el 25.º episodio de la segunda temporada, para un total de 50 episodios en la serie.

### Manga
Una adaptación al manga por Kazuma Isobe empezó su publicación en la entegra de diciembre de Gundam Ace el 26 de octubre del 2015. Un manga que narra una historia paralela titulado "Mobile Suit Gundam: Iron-Blooded Orphans Steel Moon" (Japonés: 機動戦士ガンダム 鉄血のオルフェンズ 月鋼, Hepburn: Kidō Senshi Gandamu Tekketsu no Orufenzu Gekkō)) fue lanzado en Hobby Japan y Gundam Ace en junio del 2016.

### Música
La banda sonora está compuesta por Masaru Yokoyama, quien anteriormente hizo las bandas sonoras para Nobunaga The Fool and Freezing.
La canción del tema de apertura de la primera temporada se titu "Raise your flag", tocada por Man With A Mission, mientras el tema del final es " Orphans no Namida" por Misia y coescrito por Shiro Sagisu. Del episodio 14 en adelante, el tema de apertura es "Survivor" por Blue Encount, mientras el tema de final está titulado "STEEL-鉄血の絆-" (STEEL -tekketsu no kizuna-, "Acero -Lazos de la Sangre de Hierro-") por TRUE. El tema del final para episodio 19 es "Senka no Tomoshibi" (戦火の灯火, "Lámpara de Guerra") por Yūko Suzuhana.
«RAGE OF DUST» por Spyair es el tema de fin del episodio 26 y el tema de apertura a partir del episodio 27, mientras el tema de fin para los episodios 27 en adelante pasa a ser  "Shōnen no Hate" (少年の果て, "Fin de la Niñez") de Granrodeo. A partir del episodio 39 en adelante, el tema de apertura es "Fighter" por Kana-Boon mientras el tema de fin es "Freesia" interpretado por Uru.

### Videojuegos
El Mobile Suit principal de la serie (1.ª forma) primero apareció en el juego de PlayStation Vita Mobile Suit Gundam Extreme Vs. Force a través del código que se encontraba en el Blu Ray de la primera temporada. El Mobile Suit (4.ª forma) también apareció en el juego para PlayStation 4 y PlayStation Vita Gundam Breaker 3 y el Juego de arcade Mobile Suit Gundam Extreme Vs. Maxi Boost ON. Más tarde, la 6.ª forma del Gundam Barbatos, el Gundam Barbatos Lupus, el Gundam Gusion y el Gusion Rebake, el Gundam Kimaris y el Gundam Astaroth fueron incluidos como DLC para Gundam Breaker 3. Gundam Kimaris Trooper está incluido en el paquete de expansión Mobile Suit Gundam Extreme Vs. Maxi Boost ON.

### Mercancía
La mercancía de la serie incluye la conocida línea de Gunpla de Bandai y mercancía coleccionable relacionada. Ambos modelos del mecha titular Barbatos. el High Grade y el escala 1/100, fueron mostrados durante la rueda de prensa y se declarado su distribución para otoño del 2015, junto a las versiones estándar y de comandante del HG Graze y paquetes de arma para el Mobile Suit principal. Una versión de estilo NXEDGE del Gundam Barbatos también fue revelada.

## Recepción
La serie recibió mayoritariamente reseñas positivas de los críticos.Nick Creamer de Anime News Network le dio a la serie un 4 de 5 estrellas, diciendo que "después de mirar a medias docena de estrenos que no paraban de exponer, es bueno de mirar una serie que de hecho tiene confianza en su propia narración de la historia. Iron-Blooded Orphans tiene un buen inicio, estableciendo su mundo en las conversaciones naturales de sus muchos personajes." Pero criticó que "Mari Okada es una escritora inconsistente, pero sin duda talentosa, y dado el foco de un tradicional inicio al estilo Gundam, su habilidad para ilustrar personajes se destaca." Zac Bertschy Dio la serie un 4.5 para el primer episodio, diciendo "Iron-Blooded Orphans tiene muchas partes emotivas, pero es sólo engañosamente complejo; este episodio empieza confuso (debido a la manera relativamente fortuita en la que introducen las varias facciones y el considerable reparto) pero cuando avanza todo se desarrolla muy claramente". También añade "Personajes que te agradan instantáneamente, batallas desesperadas, una historia de ciencia ficción ancha sobre una colonia que lucha por su independencia, robots gigantes e incluso un personaje parecido a Char, persuasivo y bastante extraño quién está trabajando con los tipos malos; ¿qué no te va a gustar?"
Aun así, la serie ha recibido algunas críticas de la Organización de Éticas de Transmisión y Mejora del Programa Japonesa, con respecto a los temas duros y representaciones de niños soldados en el anime. También declararon que "varios prisioneros que no se resistían y soldados enemigos son asesinados por el protagonista joven masculino. Si miras en el título, uno inmediatamente pensaría de este como el espectáculo para niños y que muchos niños mirarían.", refiriéndose a una escena en el Episodio 3, y que "Si quieres retransmitir tal material, por favor proporcione alguna clase de límite de edad para espectadores."